# 圣乔治德塞特瓦
圣乔治德塞特瓦（法語：Saint-Georges-des-Sept-Voies，法語發音：[sɛ̃ ʒɔʁʒ de sɛt vwa] ⓘ）是法国曼恩-卢瓦尔省的一个旧市镇，属于索米尔区。该旧市镇总面积15.22平方公里，2009年时的人口为689人。
圣乔治德塞特瓦已于2016年1月1日起和相邻的其它4个市镇合并成为热讷-瓦勒德卢瓦尔（Gennes-Val de Loire）。

## 地名
该地名中的“德塞特瓦”（-des-Sept-Voies）字面意思为“七条道路的”，但实际上此“-des-Sept-Voies”为讹写。该地在10世纪末以名称“Savoia”被提及（Capella quae vocatur vulgo Savoia）。在14世纪，“Saint-Georges-de-Savoie”被误抄写为今天的“Saint-Georges-des-Sept-Voies”。

## 人口
圣乔治德塞特瓦人口变化图示